# Lawrence Funderburke
Lawrence Damon Funderburke (Columbus, Ohio, 15 de diciembre de 1970) es un exjugador de baloncesto estadounidense que jugó siete temporadas en la NBA, además de hacerlo en la liga griega y en la liga francesa. Con 2,03 metros de estatura, lo hacía en la posición de ala-pívot.

## Trayectoria deportiva

### Universidad
Tras jugar un año con los Hoosiers de la Universidad de Indiana, fue transferido a  los Buckeyes de la Universidad Estatal de Ohio, donde jugó tres temporadas, promediando en total 14,5 puntos y 6,6 rebotes por partido. En sus tres años con los Buckeyes fue incluido en el tercer mejor quinteto de la Big Ten Conference.

### Profesional
Fue elegido en la quincuagésimo primera posición del Draft de la NBA de 1994 por Sacramento Kings, pero tras no encontrar hueco en el equipo se marchó a jugar a la liga griega, primero en el A.O. Ambelokipi y al año siguiente en el PAOK Salónica. En 1996 se marcha a jugar al Pau-Orthez de la liga francesa, donde permanece una temporada, hasta que finalmente firma contrato con los Kings antes del comienzo de la temporada 1997-98.
Allí asumió el papel de reserva de Chris Webber durante 6 temporadas, siendo la mejor de todas la primera, en la que promedió 9,5 puntos y 4,5 rebotes por partido. Ya en la temporada 2001-02 se perdió 20 partidos por diversas lesiones, y finalmente varios más por una lesión en el tendón de Aquiles que le tendría toda la temporada siguiente apartado de las canchas.
Al año siguiente fichó por Chicago Bulls ya casi con la temporada finalizada, disputando los dos últimos partidos de la fase regular, anotando en uno de ellos 9 puntos en 20 minutos ante Indiana Pacers.

## Estadísticas de su carrera en la NBA

### Temporada regular
| Temporada | Edad | Equipo           | Liga | P   | TIT | MIN  | TC  | TCA | %TC  | 3P  | 3PA | %3P  | TL  | TLA | %TL  | R.OF. | R.DEF. | REB | ASIS | ROB | TAP | PER | FP  | PTS |
| 1997-98   | 27   | Sacramento Kings | NBA  | 52  | 1   | 21.0 | 3.7 | 7.5 | .490 | 0.0 | 0.1 | .143 | 2.1 | 3.1 | .679 | 1.5   | 3.0    | 4.5 | 1.2  | 0.4 | 0.3 | 1.2 | 1.1 | 9.5 |
| 1998-99   | 28   | Sacramento Kings | NBA  | 47  | 2   | 19.9 | 3.6 | 6.4 | .559 | 0.0 | 0.1 | .200 | 1.8 | 2.6 | .708 | 2.1   | 2.6    | 4.7 | 0.6  | 0.5 | 0.5 | 1.1 | 1.6 | 8.9 |
| 1999-00   | 29   | Sacramento Kings | NBA  | 75  | 1   | 13.7 | 2.5 | 4.7 | .523 | 0.0 | 0.0 | .000 | 1.5 | 2.2 | .706 | 1.3   | 1.8    | 3.1 | 0.4  | 0.4 | 0.3 | 0.5 | 1.2 | 6.4 |
| 2000-01   | 30   | Sacramento Kings | NBA  | 59  | 2   | 11.8 | 2.0 | 4.1 | .496 | 0.0 | 0.0 |      | 0.8 | 1.3 | .623 | 1.3   | 2.1    | 3.3 | 0.3  | 0.2 | 0.2 | 0.5 | 0.7 | 4.9 |
| 2001-02   | 31   | Sacramento Kings | NBA  | 56  | 1   | 12.9 | 2.1 | 4.4 | .469 | 0.0 | 0.1 | .000 | 0.6 | 1.0 | .607 | 1.4   | 2.2    | 3.5 | 0.6  | 0.2 | 0.3 | 0.6 | 1.2 | 4.7 |
| 2002-03   | 32   | Sacramento Kings | NBA  | 27  | 0   | 8.5  | 1.2 | 2.7 | .444 | 0.0 | 0.0 |      | 0.4 | 0.6 | .588 | 0.6   | 1.4    | 2.0 | 0.3  | 0.0 | 0.4 | 0.2 | 0.9 | 2.7 |
| 2004-05   | 34   | Chicago Bulls    | NBA  | 2   | 0   | 10.5 | 1.5 | 3.0 | .500 | 0.0 | 0.0 |      | 1.5 | 2.5 | .600 | 0.5   | 1.0    | 1.5 | 0.0  | 0.0 | 0.0 | 0.0 | 1.0 | 4.5 |
| Total     |      |                  | NBA  | 318 | 7   | 14.9 | 2.6 | 5.1 | .506 | 0.0 | 0.1 | .118 | 1.3 | 1.9 | .675 | 1.4   | 2.2    | 3.6 | 0.6  | 0.3 | 0.3 | 0.7 | 1.1 | 6.4 |

### Playoffs
| Temporada | Edad | Equipo           | Liga | P  | MIN | TCA | TC | 3PA | 3P | TLA | TL | R.OF. | REB | ASIS | ROB | TAP | PER | FP | PTS | %TC  | %3P | %FT   | MIN  | PTS | REB | AST |
| 1998-99   | 28   | Sacramento Kings | NBA  | 3  | 31  | 5   | 12 | 0   | 0  | 0   | 0  | 2     | 4   | 1    | 3   | 0   | 3   | 3  | 10  | .417 |     |       | 10.3 | 3.3 | 1.3 | 0.3 |
| 1999-00   | 29   | Sacramento Kings | NBA  | 4  | 34  | 4   | 9  | 0   | 0  | 2   | 4  | 4     | 11  | 0    | 1   | 0   | 0   | 0  | 10  | .444 |     | .500  | 8.5  | 2.5 | 2.8 | 0.0 |
| 2000-01   | 30   | Sacramento Kings | NBA  | 3  | 17  | 3   | 8  | 0   | 0  | 1   | 1  | 4     | 6   | 0    | 2   | 2   | 1   | 4  | 7   | .375 |     | 1.000 | 5.7  | 2.3 | 2.0 | 0.0 |
| 2001-02   | 31   | Sacramento Kings | NBA  | 5  | 20  | 2   | 3  | 0   | 0  | 2   | 2  | 1     | 2   | 0    | 0   | 0   | 0   | 5  | 6   | .667 |     | 1.000 | 4.0  | 1.2 | 0.4 | 0.0 |
| 2002-03   | 32   | Sacramento Kings | NBA  | 6  | 15  | 3   | 8  | 0   | 0  | 3   | 4  | 3     | 8   | 0    | 0   | 0   | 1   | 2  | 9   | .375 |     | .750  | 2.5  | 1.5 | 1.3 | 0.0 |
| 2004-05   | 34   | Chicago Bulls    | NBA  | 5  | 28  | 1   | 2  | 0   | 0  | 1   | 2  | 0     | 3   | 1    | 0   | 0   | 0   | 8  | 3   | .500 |     | .500  | 5.6  | 0.6 | 0.6 | 0.2 |
| Total     |      |                  | NBA  | 26 | 145 | 18  | 42 | 0   | 0  | 9   | 13 | 14    | 34  | 2    | 6   | 2   | 5   | 22 | 45  | .429 |     | .692  | 5.6  | 1.7 | 1.3 | 0.1 |